# Európai Filmdíjak 2021
A 34. Európai Filmdíj-átadó ünnepséget (34th European Film Awards) 2021. december 11-én rendezték meg a berlini Mercedes-Benz Arenában. Az eseményen a 2020. június 1. és 2021. május 31. között hivatalosan bemutatott és az Európai Filmakadémia több mint 4100 tagjának szavazata alapján legjobbnak ítélt európai filmalkotásokat részesítették elismerésben.
A Covid19-pandémia kedvezőtlen alakulása miatt 2021-ben is jelentős megszorításokkal tartották meg a díjkiosztót, hogy a lehető legkevésbé tegyék ki veszélynek az érintett személyeket. Így a díjak átadása ismét hibrid formában történt: a jelöltek és a nyertesek különböző digitális platformokon, előre gyártott és élő online formában csatlakoztak az eseményhez.
A 34. alkalommal megrendezett díjátadó házigazdája Annabelle Mandeng német színésznő, műsorvezető és író volt. A központi stúdiót a német főváros legnagyobb sportarénájában alakították ki, ahonnan interneten streameléssel juttatták el a műsort a filmszerető közönséghez. Az ünnepség eseményeiről folyamatosan beszámoltak a közösségi média csatornái is (Instagram, Twitter, Facebookon).
A díjra jelöltek listáját 2021. november 9-én hozták nyilvánosságra a Sevillai Európai Filmfesztiválon. 2021-ben két újabb kategóriával nőtt a díjak száma:
- A 2019 előtt adományozott közönségdíj helyett, az Európai Parlament (EP) és az Európai Filmakadémia (EFA) megállapodása alapján közös filmművészeti díjat adtak át a gálán LUX – a legjobb filmnek járó európai közönségdíj elnevezéssel.[7] A közönségszavazás nyertesének (Kollektíva) kihirdetése 2021. június 9-én történt az Európai Parlamentben.[8]
- Az EFA a Világbank Csoport Film4Climate kampányával együttműködve adta át a EFA fenntarthatósági díjat (Prix Film4Climate) annak az európai filmnek vagy produkciós cégnek, amely filmjében jelentősen járult hozzá a fenntarthatósághoz. A nyertesről egy fenntarthatósági szakértőből vagy Film4Climate képviselőből, egy európai filmrendezőből vagy producerből, valamint az EFA egy igazgatósági tagjából összeállított bizottság döntött. A győztest az Európai Filmdíj-gála előtti este a kiválóságdíjakkal együtt hirdették ki. A díj fizikai megjelenési formája egy, a filmdíjgálának otthont adó ország őshonos fája.[1]

Ennek megfelelően 2021-ben 26 kategóriában osztottak ki díjat:
- 10 a tagok szavazataival megválasztandó művészi kategóriában;
- 8 kiválóságdíj zsűrizéssel a technikai kategóriákban;[9][10]
- 5 különdíj kategóriában;
- 3 közönségdíj kategóriában.[11]

A díjátadó legsikeresebb nagyjátékfilmje Jasmila Žbanić bosnyák rendezőnő Quo vadis, Aida? című, a srebrenicai mészárlásról szóló, kilenc ország koprodukciójában készült megrázó alkotása volt. Három fontos kategóriában díjazták: az alkotás legjobb film, Žbanić a legjobb rendező, főszereplője, Jasna Đuričić pedig a legjobb színésznő lett. Jól szerepelt még a francia író, forgatókönyvíró, Florian Zeller első játékfilmje, Az apa (legjobb színész, legjobb forgatókönyvíró), valamint Jonas Poher Rasmussen dán rendező animációs dokumentumfilmje a Menekülés: mindkét filmes műfaj kategóriájában nyert, továbbá elvitte az Európai Egyetemi Filmdíjat is. A díjazottak sorában ott volt Ágh Márton, a Természetes fény jelmez- és díszlettervezője, akinek az Akadémia elnöke, Agnieszka Holland adta át a kiválóságdíjért járó ezüst trófeát.
A díjátadó gála díszvendége volt Susanne Bier dán filmrendező, forgatókönyvíró és producer, aki a „gazdag és kiterjedt nemzetközi karrierje elismeréseként” vehette át a legjobb európai teljesítményért járó díjat. Magyar díszvendége is volt a gálának, mivel „kiemelkedő munkássága elismeréseként” ez évben Mészáros Márta magyar filmrendező kapta az Európai Filmakadémia életműdíját. A trófeát az Akadémia megbízásából Enyedi Ildikó adta át részére otthonában.
10. alkalommal tartották meg a Fiatal Közönség Filmnapját 2021. április 25-én. Az egész napos filmnézéssel és szavazással töltött rendezvényen 38 ország – köztük hazánk – 12-14 éves nézői választották ki a legjobbnak tartott filmet a korosztályuk számára készült 3 alkotás közül. A jelölt filmeket ez évben is két lépcsőben választották ki: először egy öttagú nemzetközi válogatóbizottság szűkítette le a filmek számát nyolcra, majd öt, különböző országból származó 12-14 éves fiatal e listáról választott ki három alkotást.

## Válogatás

### Nagyjátékfilmek
A nagyjátékfilmek válogatását két részben hozták nyilvánosságra; az első, 40 filmet tartalmazó listát 2021. augusztus 24-én tették közzé, melyet szeptember 21-én további 13 alkotással egészítettek ki.
1. 200 méter (200 Meters) – rendező: Ameen Nayfeh
2. A bálnavadász fiú (Kitoboy) – rendező:  Filipp Jurjev
3. A konferencia (Конференция) – rendező: Ivan Tverdovszkij
4. A lány és a pók (Das Mädchen und die Spinne) – rendező: Ramon Zürcher, Silvan Zürcher
5. Almák (Mila) – rendező: Christos Nikou
6. A Macaluso nővérek (Le sorelle Macaluso) – rendező: Emma Dante
7. Ammonita (Ammonite) – rendező: Francis Lee
8. Annette – rendező: Leos Carax
9. Ásatás (The Dig) – rendező: Simon Stone
10. Assandira – rendező: Salvatore Mereu
11. A világ legrosszabb embere (Verdens verste menneske) – rendező: Joachim Trier
12. Az apa – rendező: Florian Zeller
13. Az ártatlanok (De uskyldige) – rendező: Eskil Vogt
14. Az éjszaka meséi (La nuit des rois) – rendező: Philippe Lacôte    ,
15. Az igazság bajnokai (Retfærdighedens ryttere) – rendező: Anders Thomas Jensen
16. Az örökbeadás (Nowhere Special) – rendező: Uberto Pasolini
17. Család (La Mif) – rendező: Fred Baillif
18. El ventre del mar – rendező: Agustí Villaronga
19. Én vagyok a te embered (Ich bin dein Mensch) – rendező: Maria Schrader
20. Esemény (L'événement) – rendező: Audrey Diwan
21. Fabian – A vég kezdete (Fabian oder Der Gang vor die Hunde) – rendező: Dominik Graf
22. Felkészülés meghatározatlan ideig tartó együttlétre – rendező: Horvát Lili
23. Gaza mon amour – rendező: Arab Nasser, Tarzan Nasser
24. Ha'berech, הברך – rendező: Nadav Lapid
25. Hammamet – rendező: Gianni Amelio
26. Hatos fülke (Hytti nro 6) – rendező: Juho Kuosmanen
27. Heen'e Anachnu (הנה אנחנו) – rendező: Nir Bergman
28. Holnap, az egész világ (Und morgen die ganze Welt) – rendező: Julia von Heinz
29. Ígéretes fiatal nő (Promising Young Woman) – rendező: Emerald Fennell
30. Isten keze (È stata la mano di Dio) – rendező: Paolo Sorrentino
31. Jó anya (Bonne mère) – rendező: Hafsia Herzi
32. Kezdetek (Beginning) – rendező: Dea Kulumbegashvili
33. Kedves elvtársak! (Дорогие товарищи) – rendező: Andrej Szergejevics Koncsalovszkij
34. Luzzu – rendező: Alex Camilleri
35. Maffialányok (A Chiara) – rendező: Jonas Carpignano
36. Méhkas [22] (Hive) – rendező: Blerta Basholli
37. Mit látunk, ha felnézünk az égre? (Ras vkhedavt, rodesac cas vukurebt?) – rendező: Alexandre Koberidze
38. Nagy szabadság (Grosse Freiheit) – rendező: Sebastian Meise
39. Oaza – rendező: Ivan Ikić
40. Okul Tıraşı – rendező: Ferit Karahan
41. Petite maman – rendező: Céline Sciamma
42. Petrovi v grippe (Петровы в гриппе) – rendező: Kirill Szerebrennyikov
43. Pleasure – rendező: Ninja Thyberg
44. Quo vadis, Aida? – rendező: Jasmila Žbanić
45. Razzsimaja kulaki (Разжимая кулаки) – rendező: Kira Kovalenko
46. Rengeteg - Mindenhol látlak – rendező: Fliegauf Bence
47. Soha többé nem fog havazni (Śniegu już nigdy nie będzie) – rendező: Małgorzata Szumowska, Michal Englert
48. Szupernóva (Supernova) – rendező: Harry Macqueen
49. Természetes fény – rendező: Nagy Dénes
50. A mauritániai (The Mauritanian) – rendező: Kevin Macdonald
51. Titán (Titane) – rendező: Julia Ducournau
52. Tove – rendező: Zaida Bergroth
53. Zűrös kettyintés avagy pornó a diliházban (Babardeală cu bucluc sau porno balamuc) – rendező: Radu Jude

### Dokumentumfilmek
1. All-In – rendező: Volkan Üce
2. A Song Called Hate – rendező: Anna Hildur Hildibrandsdóttir
3. Babij Jar. Kontekszt (Бабий Яр. Контекст) – rendező: Szerhij Loznicja
4. Bachmann tanár úr és az osztálya (Herr Bachmann und seine Klasse) – rendező: Maria Speth
5. Gorbacsov.mennyország (Gorbachev. Heaven) – rendező: Vitalij Manszkij
6. Kertrendezés (Taming the Garden) – rendező: Salomé Jashi
7. Les enfants terribles – rendező: Ahmet Necdet Cupur
8. Menekülés (Flee) – rendező: Jonas Poher Rasmussen
9. Nous – rendező: Alice Diop
10. Nová šichta – rendező: Jindrich Andrš
11. The Banality of Grief – rendező: Jon Bang Carlsen
12. The First 54 Years: An Abbreviated Manual for Military Occupation – rendező: Avi Mograbi
13. The Other Side of the River – rendező: Antonia Kilian
14. This Rain Will Never Stop – rendező: Alina Gorlova
15. Världens vackraste pojke – rendező: Kristina Lindström, Kristian Petri

### Rövidfilmek
A válogatásba az egyes nevező filmfesztiválok időrendjében érkeznek be a kisfilmek adatai. (Zárójelben a javaslattevő fesztiválok.)
1. Armadila – rendező: Gorana Jovanović  (Motovuni Filmfesztivál, 2021. július 31.)
2. Bella – rendező: Thelyia Petraki  (VIS Bécsi Nemzetközi Rövidfilmfesztivál, 2021. június 2.)
3. Dalej jest dzień – rendező: Damian Kocur  (Clermont-Ferrand-i Nemzetközi Rövidfilmfesztivál, 2021. február 6.)
4. Der natürliche Tod der Maus – rendező: Katharina Huber  (Go Short – Nijmegeni Nemzetközi Rövidfilmfesztivál, 2021. április 18.)
5. Dustin – rendező: Naïla Guiguet  (Winterthuri Nemzetközi Rövidfilmfesztivál, 2020. november 8.)
6. Easter Eggs – rendező: Nicolas Keppens    (Berlini Nemzetközi Filmfesztivál, 2021. március 5.)
7. El mártir – rendező: Fernando Pomares  (Valladolidi Nemzetközi Rövidfilmfesztivál, 2020. október 31.)
8. Fall of the Ibis King – rendező: Josh O’Caoimh és Mikai Geronimo  (Velencei Nemzetközi Filmfesztivál, 2021. szeptember 11.)
9. Filles bleues, peur blanche – rendező: Marie Jacotey & Lola Halifa-Legrand  (Corki Filmfesztivál, 2020. november 15.)
10. Flowers blooming in our throats – rendező: Eva Giolo  (Rotterdami Nemzetközi Rövidfilmfesztivál, 2021. február 7.)
11. HaMesima Hevron (המשימה: חברון) – rendező: Rona Segal  (Tamperei Filmfesztivál, 2021. március 14.)
12. Hide – rendező: Daniel Gray    (Krakkói Filmfesztivál, 2021. június 6.)
13. In Flow of Words – rendező: Eliane Esther Bots  (Locarnoi Fesztivál, 2021. augusztus 18.)
14. Maalbeek – rendező: Ismaël Joffroy Chandoutis  (Uppsalai Nemzetközi Rövidfilmfesztivál, 2020. október 25.)
15. Marlon Brando – rendező: Vincent Tilanus  (Leuveni Nemzetközi Rövidfilmfesztivál, 2020. december 12.)
16. Minnen – rendező: Kristin Johannessen  (Hamburgi Nemzetközi Rövidfilmfesztivál, 2021. június 7.)
17. Nha Sunhu – rendező: José Magro  (Dramai Nemzetközi Filmfesztivál, 2021. szeptember 24.)
18. Pa vend – rendező: Samir Karahoda  (74. cannes-i fesztivál, 2021. július 20.)
19. Précieux – rendező: Paul Mas  (Fekete Éjszaka Filmfesztivál, Tallin, 2020. november 25.)
20. Push This Button If You Begin to Panic – rendező: Samantha Monk  (Rigai Nemzetközi Filmfesztivál, 2020. október 25.)
21. The Long Goodbye – rendező: Aneil Karia  (Odense-i Nemzetközi Filmfesztivál, 2021. szeptember 5.)
22. The News – rendező: Lorin Terezi   (Ciprusi Nemzetközi Rövidfilmfesztivál, 2020. október 16.)
23. Tudor bácsi (Nanu Tudor) – rendező: Olga Lucovnicova      (Szarajevói Filmfesztivál, 2021. augusztus 20.)
24. VO – rendező: Nicolas Gourault  (Curtas Vila do Conde-i Nemzetközi Filmfesztivál, 2021. július 30.)
25. Zonder meer – rendező: Meltse Van Coillie  (Encounters Nemzetközi Rövidfilmfesztivál, Bristol, 2021. szeptember 24.)

## Díjazottak és jelöltek
| „Díjazott” – szürkéskék háttérrel   |
| „Jelölt” – világos szürke háttérrel |

### Legjobb film
| Magyar címe      | Eredeti címe           | Rendező          | Ország |
| ---------------- | ---------------------- | ---------------- | --- |
| Quo vadis, Aida? | Quo vadis, Aida?       | Jasmila Žbanić   | Bosznia-Hercegovina · Ausztria · Hollandia · Franciaország · Lengyelország · Norvégia · Németország · Románia · Törökország |
| Az apa           | The Father             | Florian Zeller   | Egyesült Királyság · Franciaország                                                                                          |
| Hatos fülke      | Hytti nro 6            | Juho Kuosmanen   | Finnország · Oroszország · Észtország · Németország                                                                         |
| Isten keze       | È stata la mano di Dio | Paolo Sorrentino | Olaszország |
| Titán            | Titane                 | Julia Ducournau  | Franciaország · Belgium |

### Legjobb vígjáték
| Magyar címe             | Eredeti címe | Rendező            | Ország        |
| ----------------------- | ------------ | ------------------ | ------------- |
| –––                     | Ninjababy    | Yngvild Sve Flikke | Norvégia      |
| –––                     | Belle fille  | Méliane Marcaggi   | Franciaország |
| Szenvedélyes szomszédok | Sentimental  | Cesc Gay           | Spanyolország |

### Az év felfedezettje – FIPRESCI díj
| Magyar címe        | Eredeti címe          | Rendező             | Ország                                 |
| ------------------ | --------------------- | ------------------- | -------------------------------------- |
| Ígéretes fiatal nő | Promising Young Woman | Emerald Fennell     | Amerikai Egyesült Államok              |
| A bálnavadász fiú  | Kitoboy               | Filipp Jurjev       | Oroszország · Lengyelország · Belgium  |
| Bárány             | Dýrið                 | Valdimar Jóhansson  | Izland · Svédország · Lengyelország    |
| Játszótér          | Un monde              | Laura Wandel        | Belgium                                |
| Kezdetek           | Beginning             | Dea Kulumbegashvili | Franciaország · Grúzia                 |
| –––                | Pleasure              | Ninja Thyberg       | Svédország · Franciaország · Hollandia |

### Legjobb dokumentumfilm
| Magyar címe                      | Eredeti címe                              | Rendező                            | Ország                                        |
| -------------------------------- | ----------------------------------------- | ---------------------------------- | --------------------------------------------- |
| Menekülés                        | Flee                                      | Jonas Poher Rasmussen              | Dánia · Franciaország · Svédország · Norvégia |
| –––                              | Babij Jar. Kontekszt (Бабий Яр. Контекст) | Szerhij Loznicja                   | Hollandia · Ukrajna                           |
| Bachmann tanár úr és az osztálya | Herr Bachmann und seine Klasse            | Maria Speth                        | Németország                                   |
| Kertrendezés                     | Taming the Garden                         | Salomé Jashi                       | Svájc · Németország · Grúzia                  |
| –––                              | Världens vackraste pojke                  | Kristina Lindström, Kristian Petri | Svédország                                    |

### Legjobb animációs film
| Magyar címe             | Eredeti címe        | Rendező                         | Ország                                                                                        |
| ----------------------- | ------------------- | ------------------------------- | --------------------------------------------------------------------------------------------- |
| Menekülés               | Flee                | Jonas Poher Rasmussen           | Dánia · Franciaország · Svédország · Norvégia                                                 |
| –––                     | Apstjärnan          | Linda Hambäck                   | Svédország · Norvégia · Dánia                                                                 |
| Az egér legjobb barátja | Myši patří do nebe  | Denisa Abrhámová, Jan Bubeníček | Csehország · Franciaország · Lengyelország · Szlovákia                                        |
| Farkasok népe           | Wolfwalkers         | Tomm Moore és Ross Stewart      | Írország · Luxemburg · Franciaország · Dánia · Egyesült Királyság · Amerikai Egyesült Államok |
| Hol van Anne Frank?     | Where Is Anne Frank | Ari Folman                      | Belgium · Luxemburg · Izrael · Hollandia · Franciaország                                      |

### Legjobb rövidfilm
| Magyar címe | Eredeti címe     | Rendező            | Ország                                        |
| ----------- | ---------------- | ------------------ | --------------------------------------------- |
| Tudor bácsi | Nanu Tudor       | Olga Lucovnicova   | Moldova · Portugália · Magyarország · Belgium |
| –––         | Bella            | Thelyia Petraki    | Görögország                                   |
| –––         | Easter Eggs      | Nicolas Keppens    | Belgium · Franciaország · Hollandia           |
| –––         | In Flow of Words | Eliane Esther Bots | Hollandia                                     |
| –––         | Pa vend          | Samir Karahoda     | Koszovó                                       |

### Legjobb rendező
| Nyertesek és jelöltek | Magyar címe                               | Eredeti címe                           |
| --------------------- | ----------------------------------------- | -------------------------------------- |
| Jasmila Žbanić        | Quo vadis, Aida?                          | Quo vadis, Aida?                       |
| Julia Ducournau       | Titán                                     | Titane                                 |
| Radu Jude             | Zűrös kettyintés avagy pornó a diliházban | Babardeală cu bucluc sau porno balamuc |
| Paolo Sorrentino      | Isten keze                                | È stata la mano di Dio                 |
| Florian Zeller        | Az apa                                    | The Father                             |

### Legjobb színésznő
| Nyertesek és jelöltek | Magyar címe                | Eredeti címe            |
| --------------------- | -------------------------- | ----------------------- |
| Jasna Đuričić         | Quo vadis, Aida?           | Quo vadis, Aida?        |
| Seidi Haarla          | Hatos fülke                | Hytti nro 6             |
| Carey Mulligan        | Ígéretes fiatal nő         | Promising Young Woman   |
| Renate Reinsve        | A világ legrosszabb embere | Verdens verste menneske |
| Agathe Rousselle      | Titán                      | Titane                  |

### Legjobb színész
| Nyertesek és jelöltek          | Magyar címe    | Eredeti címe    |
| ------------------------------ | -------------- | --------------- |
| Anthony Hopkins                | Az apa         | The Father      |
| Jurij Alekszandrovics Boriszov | Hatos fülke    | Hytti nro 6     |
| Vincent Lindon                 | Titán          | Titane          |
| Tahar Rahim                    | A mauritániai  | The Mauritanian |
| Franz Rogowski                 | Nagy szabadság | Grosse Freiheit |

### Legjobb forgatókönyvíró
| Nyertesek és jelöltek              | Magyar címe                               | Eredeti címe                           |
| ---------------------------------- | ----------------------------------------- | -------------------------------------- |
| Florian Zeller Christopher Hampton | Az apa                                    | The Father                             |
| Radu Jude                          | Zűrös kettyintés avagy pornó a diliházban | Babardeală cu bucluc sau porno balamuc |
| Paolo Sorrentino                   | Isten keze                                | È stata la mano di Dio                 |
| Joachim Trier Eskil Vogt           | –––                                       | Världens vackraste pojke               |
| Jasmila Žbanić                     | Quo vadis, Aida?                          | Quo vadis, Aida?                       |

### Legjobb operatőr
| Díjazott         | Magyar címe    | Eredeti címe    | Ország                 | Megjegyzés |
| ---------------- | -------------- | --------------- | ---------------------- | ---------- |
| Crystel Fournier | Nagy szabadság | Grosse Freiheit | Ausztria · Németország | [ 9 ]      |

### Legjobb vágó
| Díjazott         | Magyar címe | Eredeti címe                        | Ország      | Megjegyzés |
| ---------------- | ----------- | ----------------------------------- | ----------- | ---------- |
| Muharam Kabulova | –––         | Razzsimaja kulaki (Разжимая кулаки) | Oroszország | [ 9 ]      |

### Legjobb látványtervező
| Díjazott   | Magyar címe      | Eredeti címe     | Ország                                                  | Megjegyzés |
| ---------- | ---------------- | ---------------- | ------------------------------------------------------- | ---------- |
| Ágh Márton | Természetes fény | Természetes fény | Magyarország · Lettország · Franciaország · Németország | [ 9 ]      |

### Legjobb jelmeztervező
| Díjazott         | Magyar címe | Eredeti címe | Ország             | Megjegyzés |
| ---------------- | ----------- | ------------ | ------------------ | ---------- |
| Michael O’Connor | Ammonita    | Ammonit      | Egyesült Királyság | [ 9 ]      |

### Legjobb fodrász- és sminkmester
| Díjazott                                    | Magyar címe | Eredeti címe | Ország                  | Megjegyzés |
| ------------------------------------------- | ----------- | ------------ | ----------------------- | ---------- |
| Flore Masson Olivier Afonso Antoine Mancini | Titán       | Titane       | Franciaország · Belgium | [ 9 ]      |

### Legjobb zeneszerző
| Díjazott                           | Magyar címe    | Eredeti címe    | Ország                 | Megjegyzés |
| ---------------------------------- | -------------- | --------------- | ---------------------- | ---------- |
| Nils Petter Molvær Peter Brötzmann | Nagy szabadság | Grosse Freiheit | Ausztria · Németország | [ 9 ]      |

### Legjobb hangzástervező
| Díjazott                   | Magyar címe   | Eredeti címe | Ország   | Megjegyzés |
| -------------------------- | ------------- | ------------ | -------- | ---------- |
| Gisle Tveito Gustaf Berger | Az ártatlanok | De uskyldige | Norvégia | [ 9 ]      |

### Legjobb európai trükkmester
| Díjazott                  | Magyar címe | Eredeti címe | Ország                              | Megjegyzés |
| ------------------------- | ----------- | ------------ | ----------------------------------- | ---------- |
| Peter Hjorth Fredrik Nord | Bárány      | Dýrið        | Izland · Svédország · Lengyelország | [ 9 ]      |

### Legjobb európai teljesítmény a világ filmművészetében
| Díjazott     | Foglalkozás                            | Alkotás | Ország | Megjegyzés |
| ------------ | -------------------------------------- | ------- | ------ | ---------- |
| Susanne Bier | filmrendező, forgatókönyvíró, producer | –––     | Dánia  | [ 13 ]     |

### Európai koprodukciós díj – Prix Eurimages
| Díjazott       | Foglalkozás  | Alkotás                                        | Ország | Megjegyzés |
| -------------- | ------------ | ---------------------------------------------- | --- | ---------- |
| Maria Ekerhovd | filmproducer | Az ártatlanok (De uskyldige) Menekülés (Flugt) | Norvégia · Svédország · Dánia · Egyesült Királyság · Franciaország · Finnország · Dánia · Svédország · Norvégia · Franciaország · Amerikai Egyesült Államok · Szlovénia · Észtország · Spanyolország · Olaszország · Finnország | [ 24 ]     |

### Innovatív történetmesélő
| Díjazott      | Foglalkozás                | Alkotás                | Ország             | Megjegyzés |
| ------------- | -------------------------- | ---------------------- | ------------------ | ---------- |
| Steve McQueen | filmrendező és videóművész | Kis fejsze (Small Axe) | Egyesült Királyság | [ 25 ]     |

### Az Európai Filmakadémia életműdíja
| Díjazott       | Foglalkozás                  | Alkotás | Ország       | Megjegyzés |
| -------------- | ---------------------------- | ------- | ------------ | ---------- |
| Mészáros Márta | filmrendező, forgatókönyvíró | –––     | Magyarország | [ 14 ]     |

### LUX közönségdíj
| Magyar címe              | Eredeti címe | Rendező           | Ország                            |
| ------------------------ | ------------ | ----------------- | --------------------------------- |
| Kollektíva               | Colectiv     | Alexander Nanau   | Románia · Luxemburg · Németország |
| Corpus Christi           | Boże Ciało   | Jan Komasa        | Lengyelország · Franciaország     |
| Még egy kört mindenkinek | Druk         | Thomas Vinterberg | Dánia · Svédország · Hollandia    |

### Európai Filmakadémia fiatal közönség díja
| Magyar címe   | Eredeti címe         | Rendező                    | Ország                                                                                        |
| ------------- | -------------------- | -------------------------- | --------------------------------------------------------------------------------------------- |
| Át a határon  | Flukten over grensen | Johanne Helgeland          | Norvégia                                                                                      |
| Farkasok népe | Wolfwalkers          | Tomm Moore és Ross Stewart | Írország · Luxemburg · Franciaország · Dánia · Egyesült Királyság · Amerikai Egyesült Államok |
| Pinokkió      | Pinocchio            | Matteo Garrone             | Olaszország · Franciaország · Egyesült Királyság                                              |

## Európai Egyetemi Filmdíj
Az Európai Filmakadémia (EFA) és a Hamburgi Filmfesztivál (Filmfest Hamburg) által közösen alapított díj jelöltjeit 2021. szeptember 28-án hozták nyilvánosságra. 2021-ben 26 európai ország 26 egyeteme – köztük a Pázmány Péter Katolikus Egyetem – hallgatóinak szavazatai alapján ítélik oda a díjat, ami nem tartozik szorosan az európai filmdíjak sorába. A nyertes alkotást az egyetemek egy-egy küldöttjének december eleji háromnapos találkozóján választották ki; az eredményt december 8-án tették közzé.
| Magyar címe      | Eredeti címe     | Rendező               | Ország |
| ---------------- | ---------------- | --------------------- | --- |
| Menekülés        | Flee             | Jonas Poher Rasmussen | Dánia · Franciaország · Svédország · Norvégia                                                                               |
| Almák            | Mila             | Christos Nikou        | Görögország · Lengyelország · Szlovénia                                                                                     |
| Esemény          | L'événement      | Audrey Diwan          | Franciaország |
| Nagy szabadság   | Grosse Freiheit  | Sebastian Meise       | Ausztria · Németország |
| Quo vadis, Aida? | Quo vadis, Aida? | Jasmila Žbanić        | Bosznia-Hercegovina · Ausztria · Hollandia · Franciaország · Lengyelország · Norvégia · Németország · Románia · Törökország |